# História dos aparelhos auditivos
A audição é de suma relevância para a comunicação entre as pessoas dentro da sociedade, o que garante a interação entre os indivíduos. Quando há casos de perdas auditivas, podem ocorrer conflitos pessoais, isolamento, manifestações  emocionais e psicológicas, potencializando os riscos de depressão. A partir dessa necessidade, foram criados os primeiros aparelhos de amplificação sonora individual (AASI). O intuito do AASI é melhorar o acesso aos sons, tratando as queixas auditivas e sociais, o que favorece a autonomia e qualidade de vida.
Nos dias atuais, os AASIs são discretos e confortáveis e ainda, buscam uma qualidade sonora o mais natural possível. Contudo, a evolução desses aparelhos ocorre de longa data, iniciando, aproximadamente, em 1800, sendo dividida em cinco Eras: Era Acústica, Era do Carbono, Era da Válvula, Era do Transistor e a Era Digital.
Era Acústica (1800-1900): Chamadas de cornetas acústicas, eram compostas por uma parte larga e aberta e pelos tubos de fala eram utilizados como meios de amplificação dos sons.
Era do Carbono (1900-1920): Iniciou após o advento do telefone e com a subsequente aplicação desta tecnologia adaptada à fabricação das próteses auditivas. Nesta época foi criada a primeira prótese auditiva do tipo Caixa, para ser usada em um bolso de camisa.

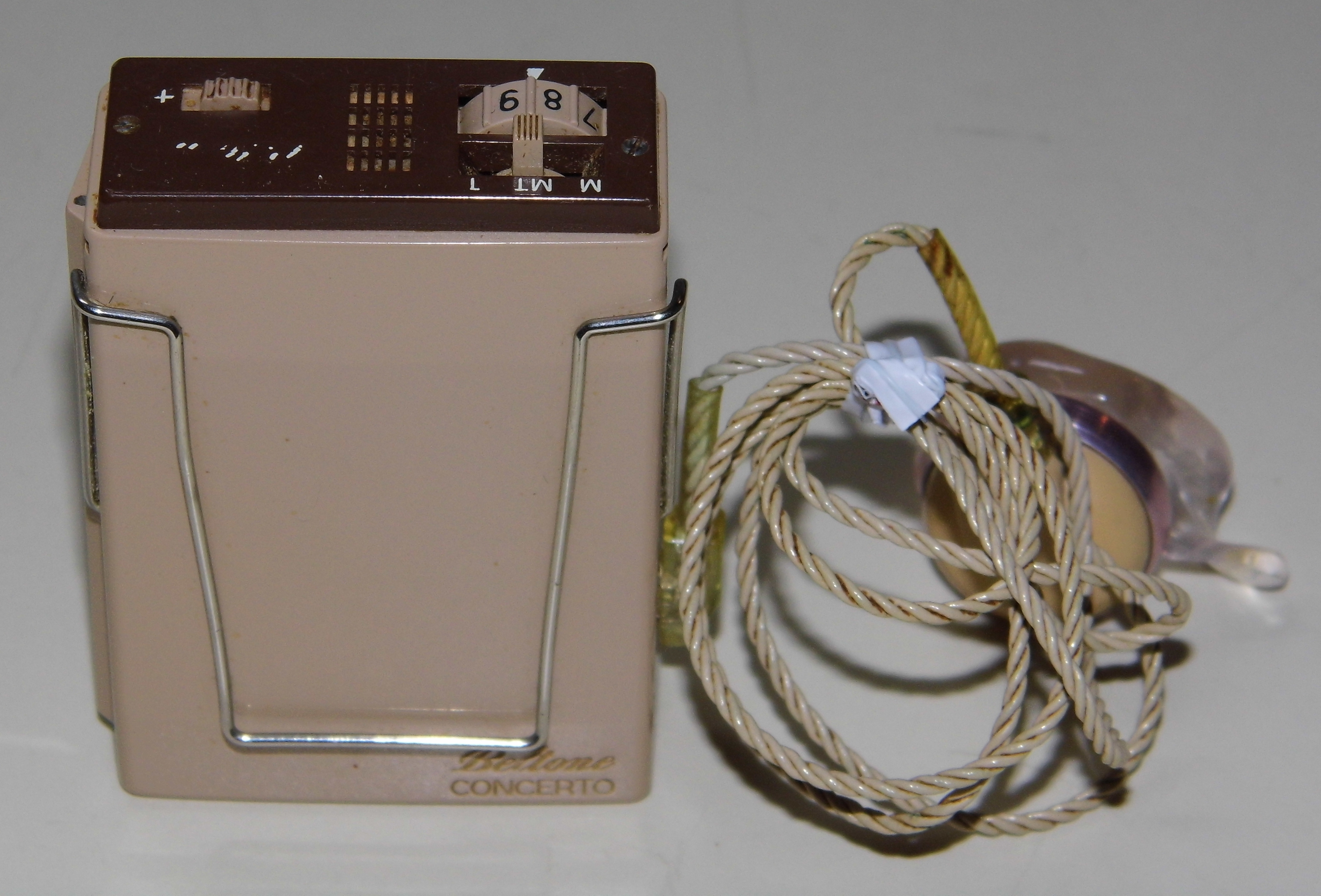
Prótese auditiva do tipo Caixa

Era da Válvula (1930-1940): Surgiram aparelhos com maior amplificação, melhor resposta de frequências e menor ruído interno. Em 1932, foi lançada a primeira prótese por via óssea. Em 1935, foi lançado o Salex-a-Phone, aparelho da Radioear Corporation que apresentava três microfones, quatro amplificadores, um receptor de via aérea e três receptores de via óssea. Em 1942, foi descrito o primeiro molde ventilado, sendo a ventilação utilizada quando necessária.
Era do Transistor (a partir de 1947): ocorreu o advento do transistor, desenvolvido no Bell Telephone Laboratories, que constituiu um grande avanço, à medida que possibilitou o uso de microfone e pilhas cada vez menores, o que consequentemente propiciou uma redução do tamanho global das próteses auditivas.
Nos anos 1950, desenvolveu-se a prótese auditiva montada na haste do óculos, sendo o primeiro modelo que posicionava a prótese atrás da orelha. Nesse tipo de prótese foi possível utilizar o sistema CROS (Contralateral Routing of Signal) inventado em 1965, por Harford e Barry. O microfone era utilizado na orelha com deficiência auditiva a fim de transmitir o som à orelha com audição normal. A utilização desse sistema permitiu a eliminação do efeito sombra da cabeça e excelentes resultados em perdas auditivas unilaterais.
Com o passar dos anos diferentes modelos de AASI foram desenvolvidos com o objetivo de qualificar ainda mais a amplificação da audição residual do indivíduo:
- 1956: surgiu a prótese retroauricular (BTE), começam a serem utilizados os circuitos integrados na produção de próteses, que podem ser adaptados com molde auricular e/ou tubo fino.
- 1961: foram comercializadas as primeiras próteses auditivas personalizadas (intra-aurais).
- 1980-1990: Surgem as próteses microcanais, denominadas de CIC (Completely in the Canal).

Era Digital (final da década de 1980 até os dias atuais): marcado por uma revolução tecnológica, na qual eram utilizados circuitos de tecnologia digital na fabricação das próteses auditivas.
Os Aparelhos de Amplificação Sonora Individual têm sido aprimorados constantemente, com o objetivo de promover melhor qualidade sonora, potências maiores, algoritmos elaborados de forma a melhorar a adaptação e o ajuste para os usuários. Além disso, ao conforto estético e a miniaturização dos componentes é uma meta constante dos fabricantes.

## Componetes do AASI
São constituídos, basicamente, por amplificador, microfone, receptor e bateria/pilha.
Microfone: Responsável por captar o som do ambiente e transforma-lo em onda elétrica para, seguidamente, ser processado.
Amplificador: Responsável por aumentar a intensidade da onda elétrica e, consequentemente, estabelecer o ganho do AASI.
Receptor: Responsável por transformar a onda elétrica em onda sonora que será transmitida ao usuário por meio de sonda ou molde auricular.
Bateria/Pilha: Responsável por alimentar os componentes eletrônicos do aparelho, tais como microfone, receptor, controles de volume e de programas, permitindo que os dispositivos realizem suas funções essenciais. É importante que os usuários escolham pilhas de qualidade e compatíveis com seus aparelhos auditivos seguindo as recomendações do fabricante.

## Características eletroacústicas dos AASIs
Dentro das melhorias tecnológicas empregadas nestes dispositivos, tem-se as características eletroacústicas - ajustes que podem ser feitos para personalizar o aparelho auditivo de acordo com a necessidade auditiva de cada indivíduo. 
A principais características eletroacústicas são: ganho, saída máxima e faixa de frequências.
O ganho, também definido como a diferença em intensidade do som que entra no microfone dos aparelhos auditivos e o que é liberado no conduto do indivíduo, está diretamente relacionado com o grau de perda auditiva. O tipo de amplificador também implica no resultado final do ganho, devido a diferença de potências empregadas em cada configuração.

## Modelos de AASIs
Podem ser aparelhos retroauriculares (BTE ou MINIBTE), aparelhos de Adaptação Aberta (OPEN), aparelhos com receptor no canal (RITE ou RIC) e os aparelhos personalizados Intra-aurais, que podem ser divididos em Intra-auricular (ITE),  Intracanal (ITC) e Micro-canal (CIC).
Retroauricular (BTE): Esses são amplamente utilizados na tecnologia de amplificação sonora individual (AASI), por ser versátil e atender às necessidade da maioria dos deficientes auditivos. Possui uma unidade que se encaixa atrás da orelha do usuário, abrigando o microfone, o receptor e o amplificador além de outros circuitos eletrônicos. O som é transmitido para o conduto auditivo por meio de um molde auricular personalizado.
Adaptação Aberta (OPEN): Aparelhos também retroauriculares, porém  utilizam tubo fino, micromolde ou sonda/oliva para conduzir o som, deixando mais discreto. São indicado para perdas auditivas em rampa, ou seja, que possuem uma discrepância na acuidade auditiva para sons graves e agudos.
Receptor no Canal (RITE ou RIC): São posicionados atrás da orelha do usuário e composto por um receptor que fica posicionado na ponta do tubo fino de forma a ser inserido no conduto auditivo do paciente. São aparelhos indicado para perdas em rampa mais profundas e, permite a miniaturização do componente externo favorecendo a estética.
Intra-auricular (ITE): São aparelhos personalizados, ou seja, sob medida e caracterizados por terem seus componentes inseridos dentro do molde auricular. O nome pode variar com base no tamanho, sendo que este é adaptado de acordo com a anatomia da orelha do usuário e o grau da perda auditiva.
Intra-canal (ITC): Os aparelhos auditivos ITC são ajustados conforme a anatomia individual do usuário. No caso dos modelos miniaturizados, que ocupam parte do canal auditivo externo (CAE) e o mínimo da concha auricular, oferecendo a conveniência de acesso a controles externos, podendo incluir sistemas de ventilação para maior conforto.

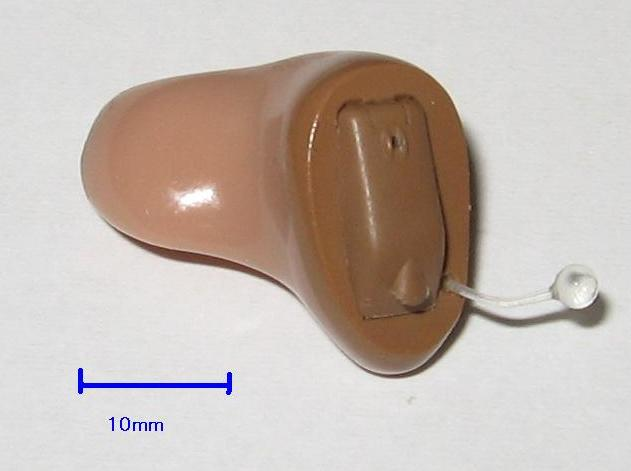
CIC

Microcanal (CIC): Os aparelhos auditivos CIC são conhecidos por sua pequena dimensão e colocação mais interna no conduto auditivo o que reduz a distorção sonora e minimiza a retroalimentação acústico ou microfonia. Além disso, proporcionam melhor localização sonora por manter os microfones na posição fisiológica, facilitando, inclusive, o uso de telefones e apresentando uma estética discreta e atrativa.